# Flecha Valona 1961
La Flecha Valona 1961 se disputó el 16 de mayo de 1961, y supuso la edición número 25 de la carrera. El ganador fue el belga Willy Vannitsen. El francés Jean Graczyk y el también belga Frans Aerenhouts fueron segundo y tercero respectivamente.  

## Clasificación final
| Pos. | Ciclista             | Equipo                   | Tiempo   |
| ---- | -------------------- | ------------------------ | -------- |
| 1    | Willy Vannitsen      | Baratti-Milano           | 4h52'43" |
| 2    | Jean Graczyk         | Helyett-Fynsec           | m.t.     |
| 3    | Frans Aerenhouts     | Mercier-Hutchinson-BP    | m.t.     |
| 4    | Maurice Meuleman     | -                        | m.t.     |
| 5    | Rolf Wolfshohl       | Rapha-Gitane-Dunlop      | m.t.     |
| 6    | Jacques Anquetil     | Helyett-Fynsec           | m.t.     |
| 7    | Willy Vanden Berghen | Mercier-Hutchinson-BP    | m.t.     |
| 8    | Armand Desmet        | Faema                    | m.t.     |
| 9    | Hans Junkermann      | Torpedo                  | m.t.     |
| 10   | Francesco Miele      | Pelforth-Sauvage-Lejeune | m.t.     |